# Камик (Сілезьке воєводство)
Камик (пол. Kamyk) — село в Польщі, у гміні Клобуцьк Клобуцького повіту Сілезького воєводства.
Населення — 1292 особи (2011).
У 1975-1998 роках село належало до Ченстоховського воєводства.

## Демографія
Демографічна структура станом на 31 березня 2011 року:
|          | Загалом | Допрацездатний вік | Працездатний вік | Постпрацездатний вік |
| -------- | ------- | ------------------ | ---------------- | -------------------- |
| Чоловіки | 634     | 130                | 424              | 80                   |
| Жінки    | 658     | 122                | 391              | 145                  |
| Разом    | 1292    | 252                | 815              | 225                  |